# European Business Register
Das European Business Register (EBR) ist eine seit 1992 bestehende Kooperation einiger Handelsregister in Europa. Anfang 2016 beteiligten sich 28 europäische Staaten am EBR.
Die Europäische Kommission unterstützt die Maßnahme zum Bürokratieabbau und insbesondere die Entwicklung einer mehrsprachigen gemeinsamen Schnittstelle. Organisatorisch besteht eine gewisse Verwandtschaft mit dem europaweiten Grundbuchverbund EULIS.

## Informationsumfang
National unterscheidet sich der Umfang im EBR bereitgestellter Informationen erheblich und ist beispielsweise bei Deutschland und Österreich gering. Dies gilt als einer der Gründe für die vergleichsweise geringe Nutzung.
Stand Januar 2015:
| Land                   | Unternehmenssuche | Unternehmensprofil | (Unternehmens-)Posten | Personensuche | Jahresabschlüsse | Geschäftszahlen / Bilanz | Auszug aus dem Handelsregister |
| ---------------------- | ----------------- | ------------------ | --------------------- | ------------- | ---------------- | ------------------------ | ------------------------------ |
| Österreich             | ja                | ja                 | nein                  | nein          | ja               | ja                       | ja                             |
| Belgien                | ja                | ja                 | nein                  | nein          | nein             | nein                     | nein                           |
| Tschechien             | nein              | ja                 | nein                  | nein          | nein             | nein                     | nein                           |
| Dänemark               | ja                | ja                 | ja                    | ja            | ja               | nein                     | nein                           |
| Estland                | ja                | ja                 | ja                    | ja            | ja               | ja                       | nein                           |
| Finnland               | ja                | ja                 | ja                    | nein          | ja               | nein                     | ja                             |
| Frankreich             | ja                | ja                 | nein                  | ja            | nein             | nein                     | nein                           |
| Deutschland            | ja                | ja                 | nein                  | nein          | ja               | nein                     | nein                           |
| Gibraltar              | nein              | nein               | nein                  | nein          | nein             | nein                     | nein                           |
| Guernsey               | ja                | ja                 | nein                  | nein          | nein             | nein                     | ja                             |
| Irland                 | ja                | ja                 | nein                  | nein          | ja               | nein                     | nein                           |
| Italien                | ja                | ja                 | ja                    | ja            | ja               | nein                     | nein                           |
| Jersey                 | ja                | ja                 | nein                  | nein          | ja               | nein                     | nein                           |
| Lettland               | ja                | ja                 | ja                    | ja            | ja               | ja                       | ja                             |
| Litauen                | ja                | ja                 | ja                    | nein          | nein             | ja                       | nein                           |
| Luxemburg              | ja                | ja                 | ja                    | nein          | ja               | nein                     | ja                             |
| Niederlande            | ja                | ja                 | nein                  | nein          | nein             | nein                     | nein                           |
| Nordmazedonien         | ja                | ja                 | ja                    | ja            | nein             | nein                     | nein                           |
| Malta                  | ja                | ja                 | ja                    | nein          | nein             | nein                     | nein                           |
| Norwegen               | ja                | ja                 | ja                    | nein          | ja               | nein                     | nein                           |
| Serbien                | ja                | ja                 | ja                    | nein          | nein             | nein                     | nein                           |
| Slowakei               | nein              | nein               | nein                  | nein          | nein             | nein                     | nein                           |
| Slowenien              | ja                | ja                 | ja                    | nein          | ja               | nein                     | ja                             |
| Spanien                | ja                | ja                 | ja                    | nein          | ja               | nein                     | nein                           |
| Schweden               | ja                | ja                 | ja                    | ja            | ja               | nein                     | ja                             |
| Ukraine                | ja                | ja                 | ja                    | ja            | nein             | ja                       | nein                           |
| Vereinigtes Königreich | ja                | ja                 | ja                    | ja            | ja               | nein                     | nein                           |